# یژوتیسا، چاچاک
یژوتیسا (به صربی: Ježevica) یک منطقهٔ مسکونی در صربستان است که در Moravica District واقع شده است. یژوتیسا ۱۳٫۰۸ کیلومتر مربع مساحت و ۱٬۲۷۸ نفر جمعیت دارد و ۵۱۹ متر بالاتر از سطح دریا واقع شده است.